# 南旧金山 (加利福尼亚州)

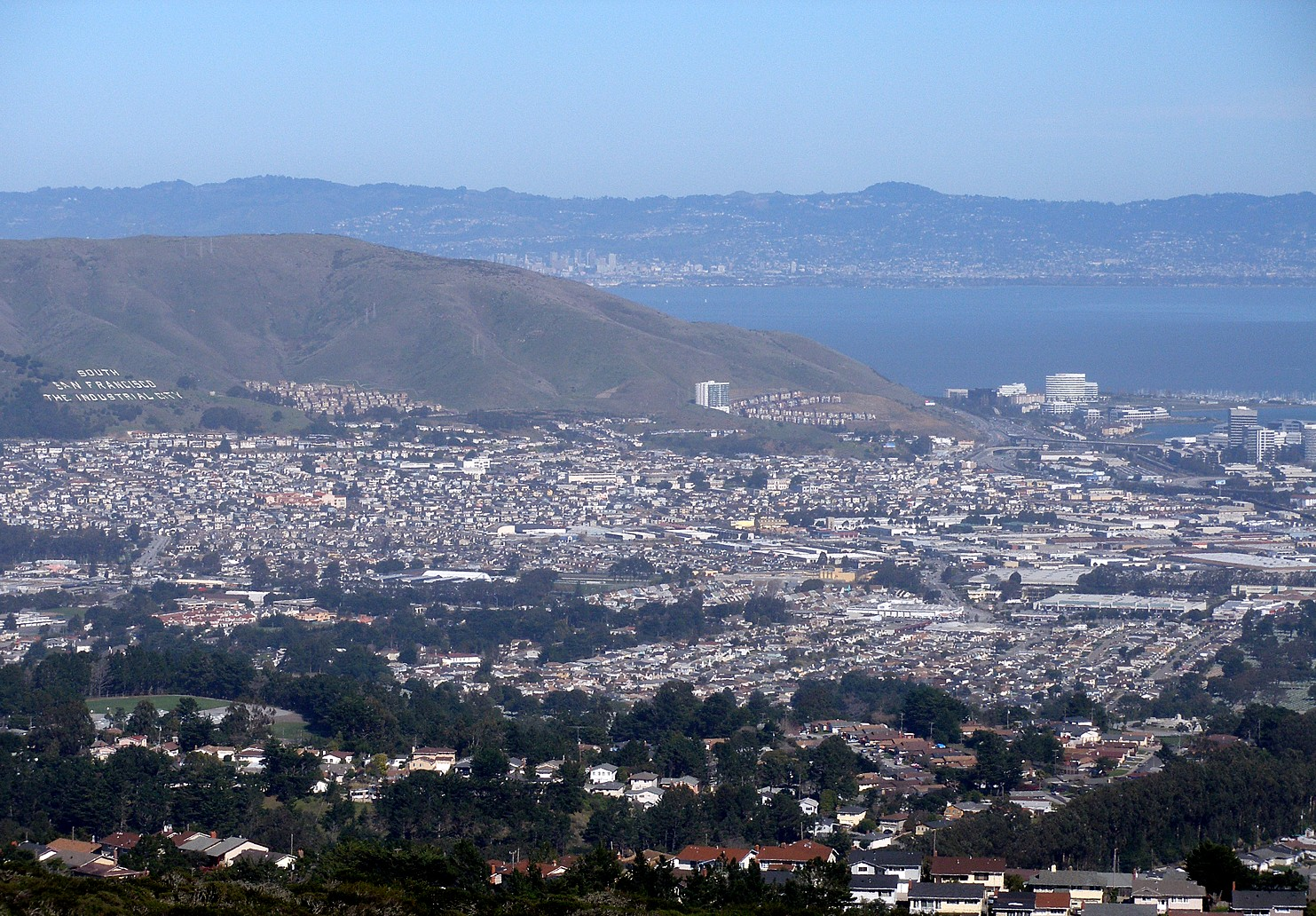
南旧金山

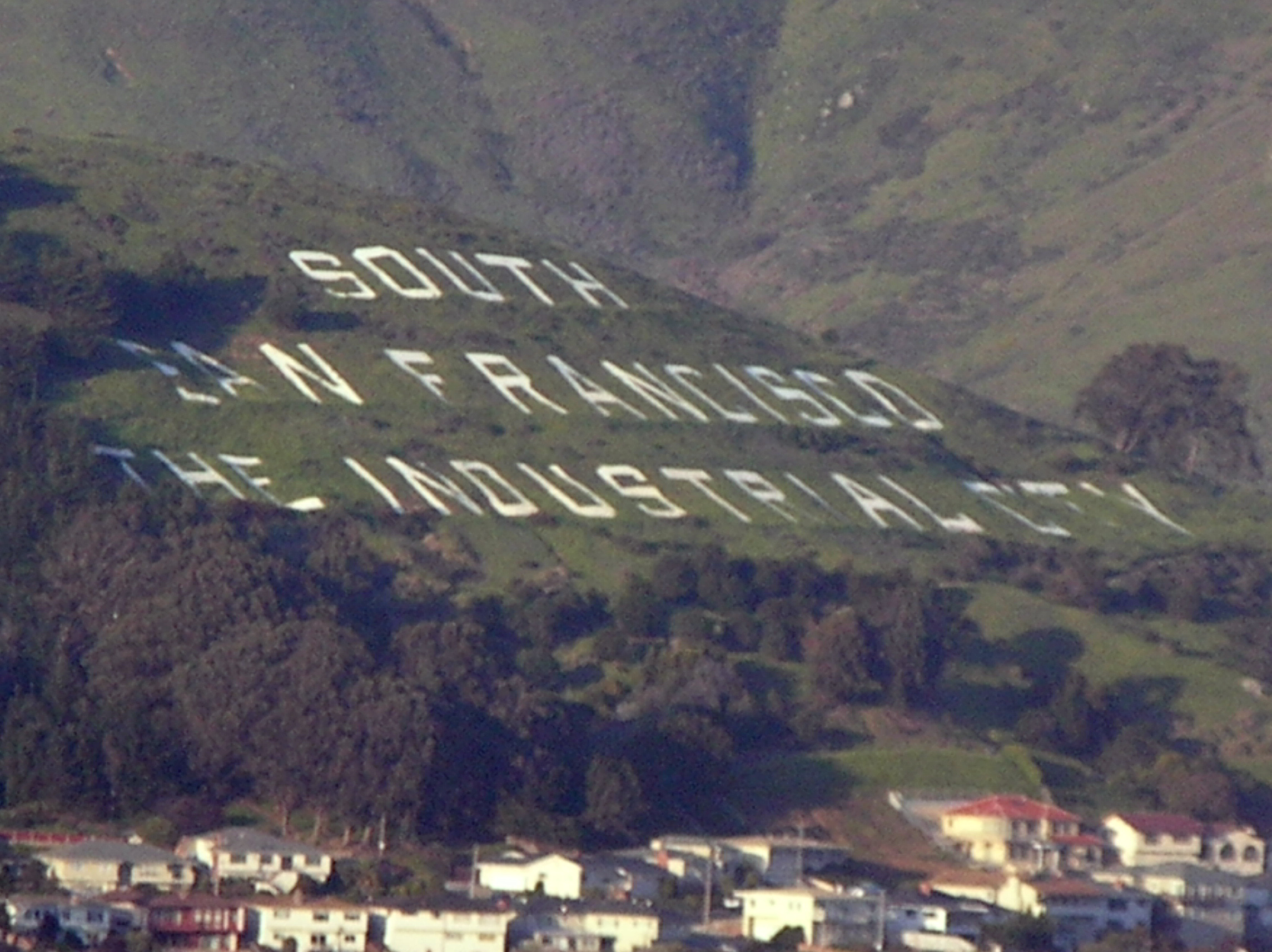
“南旧金山工业城”标志

南旧金山（英語：South San Francisco），是美国加利福尼亚州圣马特奥县下属的一个城市。属于旧金山半岛上旧金山湾区，俗称“南城”（South City）。于1908年9月19日建市。城市面积约为23.7平方公里，根据2020年美国人口普查，该市有人口66,105人。

## 友好城市
- 法國 圣让皮耶德波尔